# Double Take (film, 2010)
Pour les articles homonymes, voir Double Take.
Pour plus de détails, voir Fiche technique et Distribution.
Double Take est un film belgo-germano-hollandais réalisé par Johan Grimonprez en 2009 et sortie en salles le 22 septembre 2010.

## Fiche technique
- Réalisation : Johan Grimonprez
- Scénario : Johan Grimonprez, Tom McCarthy (d’après le récit 25 août 1983 de Jorge Luis Borges)
- Montage : Dieter Diependaele, Tyler Hubby
- Musique : Christian Halten
- Production : Zapomatik, Emmy Oost, Johan Grimonprez
- Coproduction : Nikovantastic Film, Hanneke van der Tas et Nicole Gerhards, Volya Films, Denis Vaslin (avec le soutien du Fonds Audiovisuel de Flandre, Nederlands Fonds voor de Film, Nordmedia Fonds GmbH, Fonds Cinématographique de Rotterdam et l’association de ZDF en coopération avec Arte)
- Double Take est un développement du film Looking for Alfred, cocommissionné à l’origine par Film and Video Umbrella et Zapomatik.
- Pays :  Belgique,  Allemagne et  Pays-Bas
- Durée : 80 minutes
- Format : couleur / noir et blanc, format 35 mm

## Festivals
- Festival du film de Sundance, 2010
- Festival international du film de Berlin, 2009
- Festival international de films documentaires Cinéma du Réel, clôture, 2009

## Conception
Double Take puise dans des sources visuelles aussi diverses que variées :
- les présentations personnalisées d’Alfred Hitchcock dans l’émission télévisée Alfred Hitchcock présente
- des extraits de séquences des films d'Alfred Hitchcock (Les Oiseaux et L’Étau principalement)
- des archives du journal télévisé américain récupérées entre autres à UCLA (University of California, Los Angeles) et au Parti Communiste Français
- des spots publicitaires pour du café soluble Folger
- des prises de vues contemporaines dont la majorité sont extraites du court métrage de Johan Grimonprez Looking for Alfred et pour les autres, ont été tournées spécifiquement pour le film
- des images non identifiées (paquebot dans la brume, cellule souche en division, plan sur un œil, etc.) récupérées soit sur You Tube ou dans des films publicitaires des années 1940 destinés aux salles de cinéma, selon le principe du found footage

## Une œuvre et son contexte
La plupart des critiques prête à l’œuvre d’Hitchcock des vertus récréatives, reconnaissant l’efficacité de ses scénarios, la construction habile d’un suspense et donc la capacité à fédérer un public large, cinéphile et populaire. D’autres trouvent dans celle-ci la possibilité de l’analyser sous un angle psychanalytique : sous le vernis du divertissement, Hitchcock évoque en filigrane ses obsessions intimes et offre par là même un miroir aux pulsions inavouées du spectateur. En revanche, il a souvent été dit que sa filmographie est dégagée des questions politiques, et le cinéaste lui-même s’est souvent arrangé pour soigneusement éluder cette question.

L’étude de La Mort aux troussesest intéressante en ce sens, dans la mesure où elle fait figure d’exception. S’il est souvent relayé à une comédie d’espionnage dont l’humour avoisine constamment un rythme endiablé, et s’il est toujours possible d’y greffer des approches symboliques et psychanalytiques, le film est aussi révélateur de son époque au moment de sa production. C’est une œuvre dissidente dévoilant le rapport d’Hitchcock à la géopolitique de son temps (la guerre froide à la fin des années 1950), et qui constitue le contre-pied d’autres films théoriques purs où la toile de fond ne revêt aucune importance. La lecture subversive
implicite avec laquelle La Mort aux trousses peut être déchiffrée, s’avère finalement plus intéressante que celle explicite de L’Étau, dont la bande-annonce sera subtilement détournée par Johan Grimonprez pour illustrer les rapports cannibales entre cinéma et télévision.

Double Take montre que, contrairement à ce qu’on a pu lire et dire sur le « maître du suspense », ses préoccupations étaient
parfaitement intégrées à son époque et certains de ses films pouvaient être décryptés politiquement. Concernant Les Oiseaux par exemple, l’explication avancée par le réalisateur lui-même serait une métaphore du pouvoir omniscient et de l’imprévisibilité de la nature contre lesquels l’homme n’a aucune chance de lutter. Or Johan Grimonprez s’amuse à prêter aux oiseaux et à la menace apocalyptique qu’ils représentent un tout autre symbolisme qui sera détaillé plus précisément : l’analogie avec les multiples invasions aériennes listées dans le film (satellites, fusées de lancement, bombes atomiques, missiles nucléaires) ou avec l’incursion massive des postes de télévision dans les foyers est convaincante. Par ce rapprochement ludique, Double Take démontre qu’un film ingurgite et digère les angoisses et obsessions généralisées et collectives d’une époque au temps de sa conception. Par le montage habile d’une mosaïque de plans issus de la filmographie du cinéaste avec des images d’archives, Grimonprez fait de l’œuvre hitchcockienne une caisse de résonance et un témoignage intact et pertinent des préoccupations géopolitiques des années 1960, passées sous le filtre fictionnel.

## Hitchcock dans Double Take
- Thématique du double Les Oiseaux, La Mort aux trousses, Psychose
- Thématique de la guerre cinéma/télévision Psychose,L’Étau
- Thématique de la menace Les Oiseaux, Les Enchaînés, L’Étau

## Aphorismes hitchcockiens
Double Take réemploie des aphorismes d'Alfred Hitchcock tirés d'interviews ou de son émission télévisée :
- La télévision est une arme, votre plaisir dépend du côté où vous êtes placé
- Le crime ne paie pas. Il faut un sponsor !
- Le poste de télévision fait entrer le crime dans les foyers
- La télévision a tué le cinéma, l’a coupé en menus morceaux et l’a avalé comme des oiseaux dévorant leurs propres parents
- La TV est un grille-pain, on l’allume et c’est toujours pareil
- La durée d’un film doit dépendre de la résistance de la vessie humaine